# مقاطعة راندولف (ميزوري)
مقاطعة راندولف (بالإنجليزية: Randolph County)‏ هي إحدى المقاطعات في ولاية ميزوري في الولايات المتحدة الأمريكية.